# Coniston Cold
Coniston Cold est un village et une paroisse civile du Yorkshire du Nord, en Angleterre.